# Canthigaster janthinoptera
Canthigaster janthinoptera е вид лъчеперка от семейство Tetraodontidae. Видът не е застрашен от изчезване.

## Разпространение и местообитание
Разпространен е в Австралия, Американска Самоа, Виетнам, Гуам, Индонезия, Кения, Кирибати, Кокосови острови, Мавриций, Мадагаскар, Малдиви, Маршалови острови, Микронезия, Мозамбик, Нова Каледония, Остров Рождество, Палау, Папуа Нова Гвинея, Питкерн, Провинции в КНР, Реюнион, Самоа, Северни Мариански острови, Сейшели, Тайван, Танзания, Тонга, Филипини, Шри Ланка, Южна Африка и Япония.
Среща се на дълбочина от 0,9 до 30 m, при температура на водата от 25,1 до 29,3 °C и соленост 33,8 – 36,1 ‰.

## Описание
На дължина достигат до 9 cm.